# Фальман, Свен
Свен Торстен Фальман (швед. Sven Torsten Fahlman, 11 июля 1914 — 23 июня 2003) — шведский фехтовальщик-шпажист, призёр Олимпийских игр и чемпионатов мира.

## Биография
Родился в 1914 году в Стокгольме. В 1947 году стал обладателем серебряной медали чемпионата мира. На чемпионате мира 1950 года стал обладателем бронзовой медали. На чемпионате мира 1951 года завоевал две бронзовые медали. В 1952 году стал обладателем серебряной медали Олимпийских игр в Хельсинки. На чемпионате мира 1954 года завоевал серебряную медаль.